# Helvibis brasiliana
Helvibis brasiliana är en spindelart som först beskrevs av Eugen von Keyserling 1884.  Helvibis brasiliana ingår i släktet Helvibis och familjen klotspindlar.
Artens utbredningsområde är Peru. Inga underarter finns listade i Catalogue of Life.